# Роза (Доктор Кто, 2018)
Ро́за (англ. Rosa) — третья серия одиннадцатого сезона британского научно-фантастического сериала «Доктор Кто». Сценаристы серии — Мэлори Блэкмен и исполнительный продюсер сериала Крис Чибнелл. Режиссёр — Марк Тондерей. Премьера серии состоялась 21 октября 2018 года.
В серии Тринадцатый Доктор (Джоди Уиттакер), Грэм О'Брайен (Брэдли Уолш), Райан Синклер (Тосин Коул) и Ясмин Хан (Мандип Гилл) прибывают в штат Алабама в 1955 год и мешают планам путешествующего во времени преступника из будущего, который планирует предотвратить становление Розы Паркс — важной фигуры движения за гражданские права в США. Сценарий серии затрагивает тему расовой сегрегации в США, существовавшей в то время и включавшей закон об общественном транспорте в Алабаме.

## Сюжет
Пытаясь вернуться в Шеффилд 2018 года, Доктор случайно приводит своих друзей в город Монтгомери (штат Алабама) 1955 года. Перед тем как вернуться, Доктор узнаёт о следах артронной энергии от другого устройства перемещения во времени в этой области. Решив исследовать ситуацию, группа выясняет, что они прибыли за день до того, как Роза Паркс должна отказаться уступить место в автобусе, когда того потребует водитель Джеймс Блейк, что в итоге повлияет на движение за гражданские права чернокожих в США. Отслеживая энергию, команда находит чемодан с оборудованием из будущего, но тут появляется его владелец и заставляет группу бежать. Доктор предполагает, что этот человек пытается изменить историю Розы Паркс.
Оставив друзей узнать побольше о критическом моменте 1 декабря, Доктор возвращается изучить содержимое чемодана, перед тем как использовать его в качестве щита против владельца. Доктор узнаёт, что тот является отсидевшим срок убийцей по имени Краско и хочет изменить жизнь Паркс, поскольку его нервные имплантаты не позволяют убить какое-либо живое существо. Не убедив его отказаться от затеи, несмотря на уничтожение манипулятора временно́й воронки, она с друзьями концентрируется на срыве плана, убедившись, что Паркс не уступит место по требованию Блейка в необходимое время и при тех же условиях. И хотя Краско пытается противостоять им, группа опережает его и возвращает историю на верный путь.
Пока Райан срывает поддельные листовки, информирующие о закрытии маршрута, он встречает Краско, который перегородил дорогу, где должен проехать автобус, автомобилем. Райан понимает, что действия преступника мотивированы его расистскими взглядами, и использует устройство Краско на нём, чтобы переместить того назад во времени. Устранив помеху на улице, он вместе с остальными присоединяется к Доктору в качестве пассажиров. Когда наступает момент, Доктор осознаёт, что они стали важной частью событий, и призывает их остаться в автобусе. После того, как Паркс арестовывают за нарушение закона о сегрегации, группа возвращается в ТАРДИС и убеждается в том, что Роза станет живым символом борьбы за свободу.

## Производство

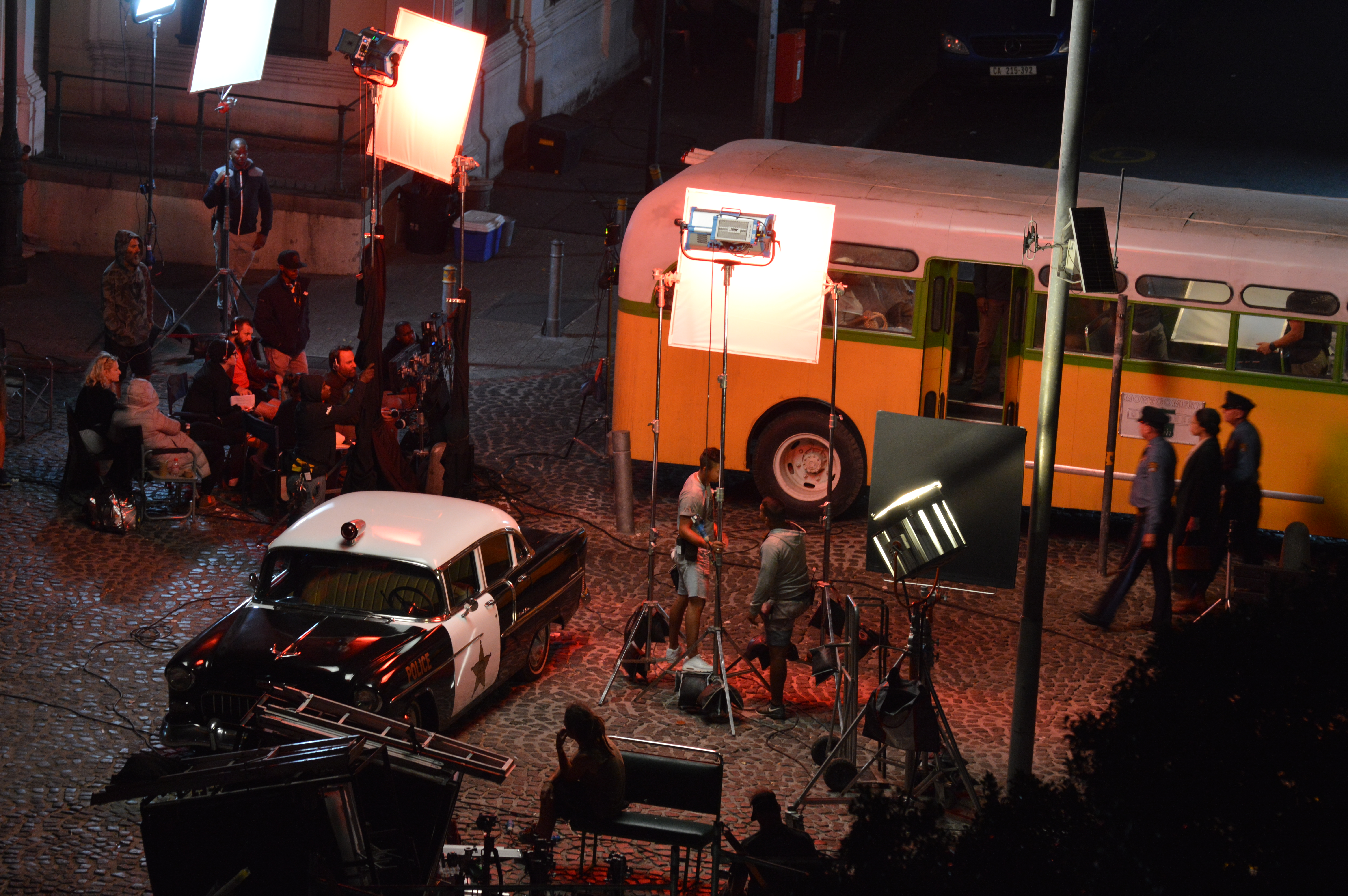
Съёмки серии в Кейптауне. На фото момент, когда полицейские уводят Розу Паркс из автобуса.

### Кастинг
После премьеры серии «Женщина, которая упала на Землю» было объявлено, что в сезоне среди прочих появятся Винетт Робинсон и Джошуа Боуман. Винетт Робинсон ранее появлялась в сериале в роли Аби Лернер в серии «42», которая также была написана Крисом Чибнеллом.
Актёр Морган Диар, сыгравший в серии Артура, тоже ранее был в сериале в роли Хока в серии «Дельта и знаменосцы» 1987 года.

### Съёмки
Съёмки данной серии, как и предыдущей («Призрачный памятник»), начались в ЮАР в январе 2018 года.

## Показ
За один вечер серию посмотрело 6,4 миллионов зрителей. Это второй результат вечера и пятый за всю неделю среди программ со всех каналов. Доля зрителей серии составила 29,6 %.

## Критика
| Оценки критиков      | Оценки критиков |
| Источник             | Оценка          |
| -------------------- | --------------- |
| Entertainment Weekly | B               |
| Daily Mirror         | [ 9 ]           |
| New York Magazine    | [ 10 ]          |
| Radio Times          | [ 11 ]          |
| The A.V. Club        | B+              |
| The Telegraph        | [ 13 ]          |
| The Independent      | [ 14 ]          |
| TV Fanatic           | [ 15 ]          |

Серия «Роза» получила преимущественно положительные отзывы от критиков. На сайте Rotten Tomatoes она получила одобрение 95 % на основе 19 отзывов при среднем рейтинге 7,71 из 10. Был дан следующий критический консенсус: «Новый сценарист „Доктора Кто“ Мэлори Блэкмен пишет проницательную серию, которая возвращает сериал к образовательным истокам и служит напоминанием того, насколько сильной может быть целенаправленная научная фантастика».